# Bionisch implantaat
Bionische implantaten (of bodyware of soms cyberware)
In de geneeskunde gebruikt men het woord bionisch om een vervanging of verbetering aan te duiden van een orgaan of andere lichaamsdelen. Bionische implantaten verschillen van gewone prothesen doordat ze de originele functie beter nabootsen of zelfs verbeteren.
Bij moderne prothesen wordt getracht deze er natuurlijk uit te laten zien en op natuurlijke wijze te laten functioneren. In het gebied waar prothesen en cyberware elkaar raken heeft men experimenten gedaan waarbij microprocessoren, die in staat waren de bewegingen van kunstmatige ledematen te controleren, vastgemaakt werden aan de beschadigde zenuwuiteinden van een patiënt. De patiënt wordt dan aangeleerd hoe hij de prothese kan bedienen alsof het een natuurlijk lichaamsdeel is.
Implantaten die proberen verloren lichaamsfuncties terug te brengen overschrijden de grens tussen prothese en interface. Een groot succes in dit veld is 'het cochleair implantaat'. Dat is een klein instrumentje dat men in het binnenoor inbrengt. Het vervangt de verloren functionaliteit van beschadigde of ontbrekende haarcellen (deze cellen brengen de sensatie van geluid voort als ze gestimuleerd worden).
Er worden ook experimenten uitgevoerd om een directe verbinding met het brein te vormen.
Kwabena Boahen uit Ghana was 8 jaar hoogleraar aan de Universiteit van Pennsylvania en gedurende die tijd ontwikkelde hij een kunstmatig netvlies dat in staat was op dezelfde manier beelden te verwerken als een natuurlijk netvlies. Hij verifieerde de resultaten door elektrische signalen van zijn kunstmatige netvlies te vergelijken met de signalen geproduceerd door een salamanderoog dat naar dezelfde beelden keek.
Europese onderzoekers van het Max-Planck-Instituut hebben reeds interfaces tussen Neuronen van zoogdieren en chips geproduceerd. Deze ontwikkelingen vormen een cruciale eerste stap in de ontwikkeling van geavanceerde technologieën die chips met het zenuwstelsel van zoogdieren kunnen verbinden.